# Berliner Wespen
Le Berliner Wespen est un journal satirique berlinois, fondé par Julius Stettenheim à Hambourg sous le nom Hamburger Wespen. Il devient indépendant en 1868 en tant que Berliner Wespen puis devient en 1891 le Deutsche Wespen.

## Histoire
Le Berliner Wespen (en français, Wespen signifie la guêpe) est avec l'Ulk et le Kladderadatsch, l'un des principaux journaux satiriques de l'Empire allemand. Il est proche tout d'abord du Parti progressiste allemand avant de se rapprocher du Parti radical allemand.
Le journal est fondé en 1862 sous le nom Hamburger Wespen. Le fondateur, Julius Stettenheim (1831-1919), avait déjà participé à un autre journal satirique, le Almanach zum Lachen (l'Almanach pour rire) de 1858 à 1862. Lors de son déménagement à Berlin le titre change et devient le Berlin Wespen.

## Parution
Le journal paraît de manière hebdomadaire. Il accompagne souvent d'autres journaux comme la Tribüne, le Berliner Börsen-Courier ou le Freisinnige Zeitung (de) mais peut également être acheté séparément.

## Rédaction
À côté du fondateur, Feodor von Wehl (de) et Alexander Moszkowski étaient rédacteurs du journal. Toutefois les articles ne sont pas signés, il est donc difficile de savoir qui a écrit quoi. Les caricatures sont pour la plupart l'œuvre de Gustav Heil.
En 1886, Moszkowski et Stettenheim quittent le journal et partent fonder le Lustige Blätter.

## Caricatures

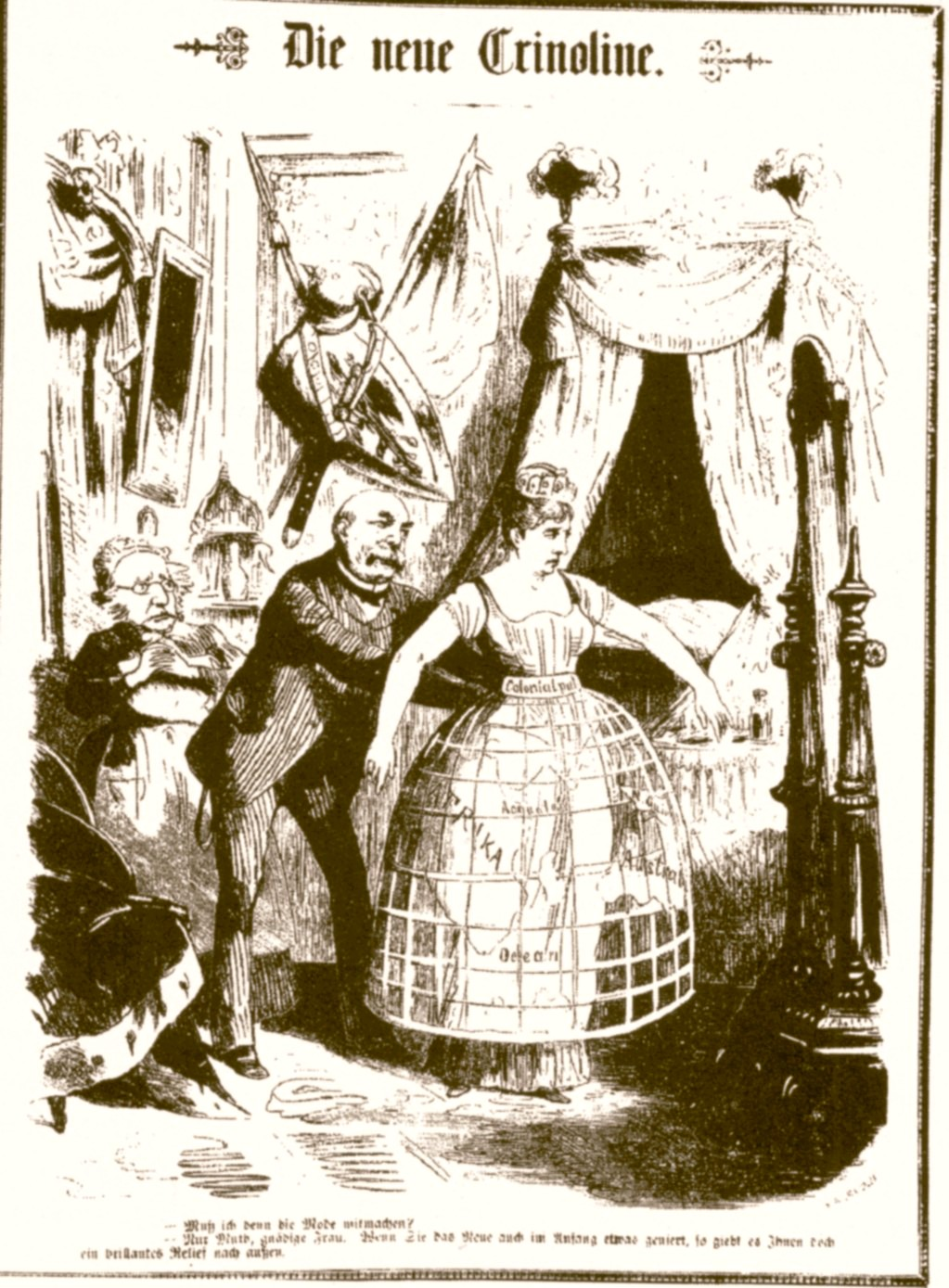
„Die neue Crinoline“, Caricature de l'édition du 13 mars 1885